# Beth Medrash Govoha
Beth Medrash Govoha (en hebreu: בית מדרש גבוה) és una ieixivà ultraortodoxa que es troba a Lakewood. BMG compta amb uns 7.000 estudiants, i uns 13.000 antics alumnes, molts d'ells són líders de les comunitats jueves d'arreu del món. La ieixivà és una font de creixement per la comunitat de Lakewood. BMG ha ajudat a la ciutat a esdevenir la setena comunitat més gran de l'estat de Nova Jersey.
El Rabí Aharon Kotler II és el president de la Ieixivà Beth Medrash Govoha (BMG), també coneguda com la Ieixivà de Lakewood. A mesura que la comunitat de Lakewood ha crescut, el Rabí Kotler ha estat actiu en afers de política pública, i ha servit en diverses juntes dedicades a l'expansió del sistema de salut regional, el transport, l'habitatge, l'educació, i el desenvolupament econòmic. El Rabí Aharon Kotler II, és el fill del Rabí Shneur Kotler, el germà del Rabí Malkiel Kotler, i el net del Rabí Aharon Kotler, el fundador de Beth Medrash Govoha.